# Windpark Oevenum
Der Windpark Oevenum ist ein Windpark in Oevenum auf der Nordseeinsel Föhr in Schleswig-Holstein. Er wurde 1990 als erster Windpark auf einer deutschen Nordseeinsel mit fünf Windkraftanlagen errichtet und besteht seit dem Repowering im Jahr 2015 aus 3 Windkraftanlagen.

## Geschichte
Im Jahr 1990 wurden 5 Windkraftanlagen vom Typ Vestas V25-200kW zwischen den beiden Oevenumer Vogelkojen entlang der Küste installiert. Im nächsten Jahr folgten 5 weitere Anlagen des Typs Vestas V27-225kW. Im Jahr 1992 wurden 4 Micon M530-250 (je 250 kW) südlich des Deiches und eine baugleiche Anlage auf dem Gelände eines Aussiedlungshofes aufgestellt. Die 15 Anlagen hatten von 1992 bis 2015 eine Gesamtleistung von 3375 kW. Im Frühjahr 2015 begann man mit dem Rückbau der 15 alten Anlagen aus den Jahren 1990–1992. Im Oktober 2015 wurden dann die 3 neuen Anlagen, welche einen Rotordurchmesser von 71 Metern, eine Nabenhöhe von 64 Metern und eine Nennleistung von je 2300 kW besitzen, in Betrieb genommen. Die Gesamtleistung des Windparks nach dem Repowering beträgt 6900 kW.

## Anlagendaten
| Anlagentyp       | Baujahr | Leistung (kW) | Anzahl | Bemerkungen                           |
| ---------------- | ------- | ------------- | ------ | ------------------------------------- |
| Enercon E-70     | 2015    | 2300          | 3      |                                       |
| Vestas V25-200kW | 1990    | 200           | 5      | im Zuge des Repowerings 2015 abgebaut |
| Vestas V27-225kW | 1991    | 225           | 5      | im Zuge des Repowerings 2015 abgebaut |
| Micon M530-250   | 1992    | 250           | 5      | im Zuge des Repowerings 2015 abgebaut |